# Фонтана ди Треви
Фонтана ди Треви (итал. Fontana di Trevi) је једна од најпознатијих скулптура из периода барока у Риму. Име је добила по риону Треви. Висока је 25.9 метара и широка 19.8 метара.
Архитекта фонтане је био Никола Салви. 